# Iacopo Barsotti
Iacopo Barsotti, auch Jacopo Barsotti, (* 28. April 1921 in Turin; † 27. Oktober 1987 in Padua) war ein italienischer Mathematiker, der sich mit algebraischer und arithmetischer Geometrie befasste.
Barsotti erhielt seinen Laurea-Abschluss 1942 an der Scuola Normale Superiore in Pisa, leistete seinen Militärdienst und kehrte danach nach Pisa zurück. 1946 bis 1948 war er Assistent von Francesco Severi in Rom. Er wurde 1945 bei Oscar Zariski an der Princeton University promoviert, wo er längere Zeit forschte. Er war bis 1960 Professor an der University of Pittsburgh und danach an der Brown University. 1961 wurde er aufgrund eines Wettbewerbs Professor für Geometrie in Pisa und ab 1968 Professor für Geometrie an der Universität Padua, wo er bis zu seinem Tod blieb.
Er befasste sich mit Theorie der Algebren und algebraischer Geometrie und speziell abelschen Varietäten über Körpern endlicher Charakteristik.
1962 führte er mit abelschen Varietäten in positiver Charakteristik verbundene Barsotti-Tate-Gruppen ein, so genannt nach Alexander Grothendieck (1971) zusätzlich nach John T. Tate (1967, der sie als p-divisible Gruppen einführte). Sie waren von Bedeutung bei der Entwicklung der kristallinen Kohomologie von Grothendieck. Er führte auch verallgemeinerte Thetafunktionen ein.
1982 war er am Institute for Advanced Study.
Sein Doktorand Francesco Baldassarri war sein Nachfolger in Padua.